# ФК Макаби Нетанја
ФК Макаби Нетанја (מועדון כדורגל מכבי נתניה) је израелски фудбалски клуб из града Нетанја. Наступа у Израелској премијер лиги. Основан је 1934. године. Своје утакмице игра на стадиону Нетанја, капацитета 13.610 седишта.

## Историја
Клуб је основан 1934. у израелском граду Нетанја. Од тада су играли преко 40 сезона у премијер лиги Израела. Макаби Нетанја је био најуспешнији током 70-их и почетком 80-их година 20. века. То време израелске лиге се колоквијално зове „Нетања и других 15". Већи део бившег израелског националног фудбалског тима дошао је из Нетанје. 
1978. године клуб је освојио Куп и шампионат Израела, дуплу круну.
1994 и 1995 клуб је испао из прве лиге и играли су у другој лиги. Све до 1998/99 играли су у другој лиги када су победили и вратили се у прву лигу, али су опет испали из ње 2003/04. Следеће године су се победили у другој лиги и освојили Тото Куп.
У сезони 2008/09 клуб је преузео немачки тренер и бивши фудбалски шампион Лотар Матеус као тренер клуба. Уговор је потписан до 2010, али је поништен већ на крају сезоне.

## Трофеји
- Израелска Премијер лига[2]
  - Победник (5) :  1970/71, 1973/74, 1977/78, 1979/80, 1982/83
- Куп Израела у фудбалу
  - Победник (1) :  1978.
- Интертото куп
  - Победник (4) :  1978, 1980, 1983, 1984.